# Yèvres-le-Petit
Yèvres-le-Petit és un municipi francès, situat al departament de l'Aube i a la regió del Gran Est.